# Tomás Lamas
Tomás Gustavo Lamas (nacido en Buenos Aires, el 27 de diciembre de 1994),  es un entrenador argentino de baloncesto que actualmente dirige al CB L'Horta Godella de la Liga LEB Plata. Es hijo del también entrenador de baloncesto Julio Lamas.

## Trayectoria
Lamas comenzó su carrera en los banquillos en el Obras Sanitarias de la LNB, donde estuvo entre 2015 y 2019 tanto de técnico asistente en el primer equipo como de entrenador principal en los combinados Sub-17 y Sub-19. 
En la temporada 2019-20, trabaja como asistente en el Club Atlético Platense de la LNB.
En octubre de 2020-21, se marcha a Japón para trabajar como asistente de Facundo Muller en el Veltex Shizuoka.
En la temporada 2021-22, sería asistente de Andrej Lemanis en el Altiri Chiba de la B2. League japonesa. 
En la temporada 2022-23, llega a España donde se incorporó al cuerpo técnico del San Pablo Burgos en LEB Oro, con el que se quedó a las puertas del ascenso a la Liga Endesa.
El 20 de julio de 2023, firma como entrenador del CB L'Horta Godella de la Liga LEB Plata.

## Clubs
- 2015-2019. Obras Sanitarias. LNB. Asistente.
- 2019-2020. Club Atlético Platense. LNB. Asistente.
- 2020-2021. Veltex Shizuoka. Asistente.
- 2021-2022. Altiri Chiba. Asistente.
- 2022-2023. San Pablo Burgos. LEB Oro. Asistente.
- 2023-actualidad. CB L'Horta Godella. Liga LEB Plata. Primer entrenador.